# Hair Zeqiri
Hair Zeqiri (Valona, 11 ottobre 1988) è un ex calciatore albanese, di ruolo centrocampista.

## Carriera

### Nazionale
Ha debuttato con la maglia della Nazionale albanese nel 2012, in una partita amichevole giocata contro la Georgia, subentrando al minuto 55 a Jahmir Hyka.

## Statistiche

### Presenze e reti nei club
Statistiche aggiornate al 16 novembre 2017.
| Stagione                 | Squadra                  | Campionato               | Campionato | Campionato | Coppe nazionali | Coppe nazionali | Coppe nazionali | Coppe continentali | Coppe continentali | Coppe continentali | Altre coppe | Altre coppe | Altre coppe | Totale | Totale |
| Stagione                 | Squadra                  | Comp                     | Pres       | Reti       | Comp            | Pres            | Reti            | Comp               | Pres               | Reti               | Comp        | Pres        | Reti        | Pres   | Reti   |
| ------------------------ | ------------------------ | ------------------------ | ---------- | ---------- | --------------- | --------------- | --------------- | ------------------ | ------------------ | ------------------ | ----------- | ----------- | ----------- | ------ | ------ |
| 2006-2007                | Flamurtari Valona        | KS                       | 9          | 0          | CA              | 0               | 0               | -                  | -                  | -                  | -           | -           | -           | 9      | 0      |
| 2007-2008                | Flamurtari Valona        | KS                       | 26         | 1          | CA              | 0               | 0               | -                  | -                  | -                  | -           | -           | -           | 26     | 1      |
| 2008-2009                | Flamurtari Valona        | KS                       | 11         | 0          | CA              | 3               | 1               | -                  | -                  | -                  | -           | -           | -           | 14     | 1      |
| 2009-2010                | Flamurtari Valona        | KS                       | 26         | 3          | CA              | 0               | 0               | UEL                | 2                  | 0                  | SA          | 1           | 0           | 29     | 3      |
| 2010-2011                | Flamurtari Valona        | KS                       | 25         | 0          | CA              | 1               | 0               | -                  | -                  | -                  | -           | -           | -           | 26     | 0      |
| 2011-2012                | Çaykur Rizespor          | 1L                       | 20         | 0          | CT              | 2               | 1               | -                  | -                  | -                  | -           | -           | -           | 22     | 1      |
| 2012-2013                | Flamurtari Valona        | KS                       | 10         | 1          | CA              | 7               | 1               | UEL                | 0                  | 0                  | -           | -           | -           | 17     | 2      |
| 2013-2014                | Flamurtari Valona        | KS                       | 25         | 5          | CA              | 5               | 0               | -                  | -                  | -                  | -           | -           | -           | 30     | 5      |
| lug.-ago. 2014           | Flamurtari Valona        | KS                       | 0          | 0          | CA              | 0               | 0               | UEL                | 4                  | 0                  | SA          | -           | -           | 4      | 0      |
| 2014-2015                | Kukësi                   | KS                       | 33         | 4          | CA              | 3               | 0               | UEL                | -                  | -                  | -           | -           | -           | 36     | 4      |
| 2015-2016                | Flamurtari Valona        | KS                       | 6          | 1          | CA              | 1               | 1               | -                  | -                  | -                  | -           | -           | -           | 7      | 2      |
| 2016-feb. 2017           | Flamurtari Valona        | KS                       | 16         | 0          | CA              | 3               | 0               | -                  | -                  | -                  | -           | -           | -           | 19     | 0      |
| Totale Flamurtari Valona | Totale Flamurtari Valona | Totale Flamurtari Valona | 154        | 11         |                 | 20              | 3               |                    | 6                  | 0                  |             | 1           | 0           | 181    | 14     |
| 2017-gen. 2018           | Kukësi                   | KS                       | 5          | 0          | CA              | 1               | 0               | UCL                | 2                  | 0                  | SA          | 1           | 0           | 9      | 0      |
| gen.-giu. 2018           | Kamza                    | KS                       | 0          | 0          | CA              | 0               | 0               | -                  | -                  | -                  | -           | -           | -           | 0      | 0      |
| Totale carriera          | Totale carriera          | Totale carriera          | 212        | 15         |                 | 26              | 4               |                    | 8                  | 0                  |             | 2           | 0           | 248    | 19     |

### Cronologia presenze e reti in Nazionale
| Cronologia completa delle presenze e delle reti in nazionale ― Albania | Cronologia completa delle presenze e delle reti in nazionale ― Albania | Cronologia completa delle presenze e delle reti in nazionale ― Albania | Cronologia completa delle presenze e delle reti in nazionale ― Albania | Cronologia completa delle presenze e delle reti in nazionale ― Albania | Cronologia completa delle presenze e delle reti in nazionale ― Albania | Cronologia completa delle presenze e delle reti in nazionale ― Albania | Cronologia completa delle presenze e delle reti in nazionale ― Albania |
| Data                                                                   | Città                                                                  | In casa                                                                | Risultato                                                              | Ospiti                                                                 | Competizione                                                           | Reti                                                                   | Note                                                                   |
| ---------------------------------------------------------------------- | ---------------------------------------------------------------------- | ---------------------------------------------------------------------- | ---------------------------------------------------------------------- | ---------------------------------------------------------------------- | ---------------------------------------------------------------------- | ---------------------------------------------------------------------- | ---------------------------------------------------------------------- |
| 29-2-2012                                                              | Tbilisi                                                                | Georgia                                                                | 2 – 1                                                                  | Albania                                                                | Amichevole                                                             | -                                                                      | 55’                                                                    |
| 22-5-2012                                                              | Madrid                                                                 | Qatar                                                                  | 1 – 2                                                                  | Albania                                                                | Amichevole                                                             | -                                                                      | 69’                                                                    |
| 27-5-2012                                                              | Istanbul                                                               | Albania                                                                | 1 – 0                                                                  | Iran                                                                   | Amichevole                                                             | -                                                                      | 61’                                                                    |
| 15-8-2012                                                              | Tirana                                                                 | Albania                                                                | 0 – 0                                                                  | Moldavia                                                               | Amichevole                                                             | -                                                                      | 61’                                                                    |
| Totale                                                                 |                                                                        | Presenze                                                               | 4                                                                      |                                                                        | Reti                                                                   | 0                                                                      |                                                                        |

## Palmarès

### Club

#### Competizioni nazionali
- Coppa d'Albania: 2

Flamurtari Valona: 2008-2009, 2013-2014